# Promo Disk 2005
Promo Disk 2005 (також відомий як просто «Jitters 2005») — EP білоруської рок-групи «Jitters», записаний на студії «X-NOISE Factory» і який вийшов в 2005 році. Всі пісні написані Костянтином Карманом англійською мовою.

## Прийом критиків
О'К, оглядач «Музичної газети», описав матеріал CD, який залишає відсилання до прогресивного року, словами «гітарний, багатий на думку, ефектний», оцінивши як відмінний вокал, так і бідність на аранжовані емоції. На його думку, пісні з EP дуже схожі на пісні з EP 2005 року «Hover» «Hair Peace Salon», також групи британського року, а найбільш помітне твір на платівці – композиція «Jaded».

## Список композицій
| #  | Назва   | Автор            | Тривалість |
| -- | ------- | ---------------- | ---------- |
| 1. | «Jaded» | Костянтин Карман | 3:51       |
| 2. | «Waves» | Костянтин Карман | 4:35       |
| 3. | «Sheer» | Костянтин Карман | 3:43       |

## Учасники
| Jitters: - Костянтин Карман — провідний вокал, бас-гітара. - Олег Вяль — соло-гітара, бек-вокал. - Сергій Кондратенко — гітара. - Артур Лучків — ударні. |  | Виробництво: - Геннадій «Gena Dee» Сирокваш — продюсер. |